# Ludwika Elżbieta Orleańska
Niektóre z zamieszczonych tu informacji wymagają weryfikacji.
 Po wyeliminowaniu niedoskonałości należy usunąć szablon [[Szablon:Dopracować|]] z tego artykułu.
Ludwika Elżbieta Burbon-Orleańska, hiszp. Luisa Isabel de Orleans, znana też jako Mademoiselle de Montpensier (ur. 11 grudnia 1709, w Wersalu  – zm. 16 czerwca 1742, w Paryżu) – królowa Hiszpanii. Piąta z siedmiu córek Filipa II Orleańskiego - regenta Francji i Franciszki Marii, legitymizowanej córki króla Ludwika XIV.
Ludwika Elżbieta jako dziecko otrzymała słabą edukację, ponieważ nikt nie liczył na jej dobre zamążpójście. Miała poślubić nieznanego księcia niemieckiego lub włoskiego.

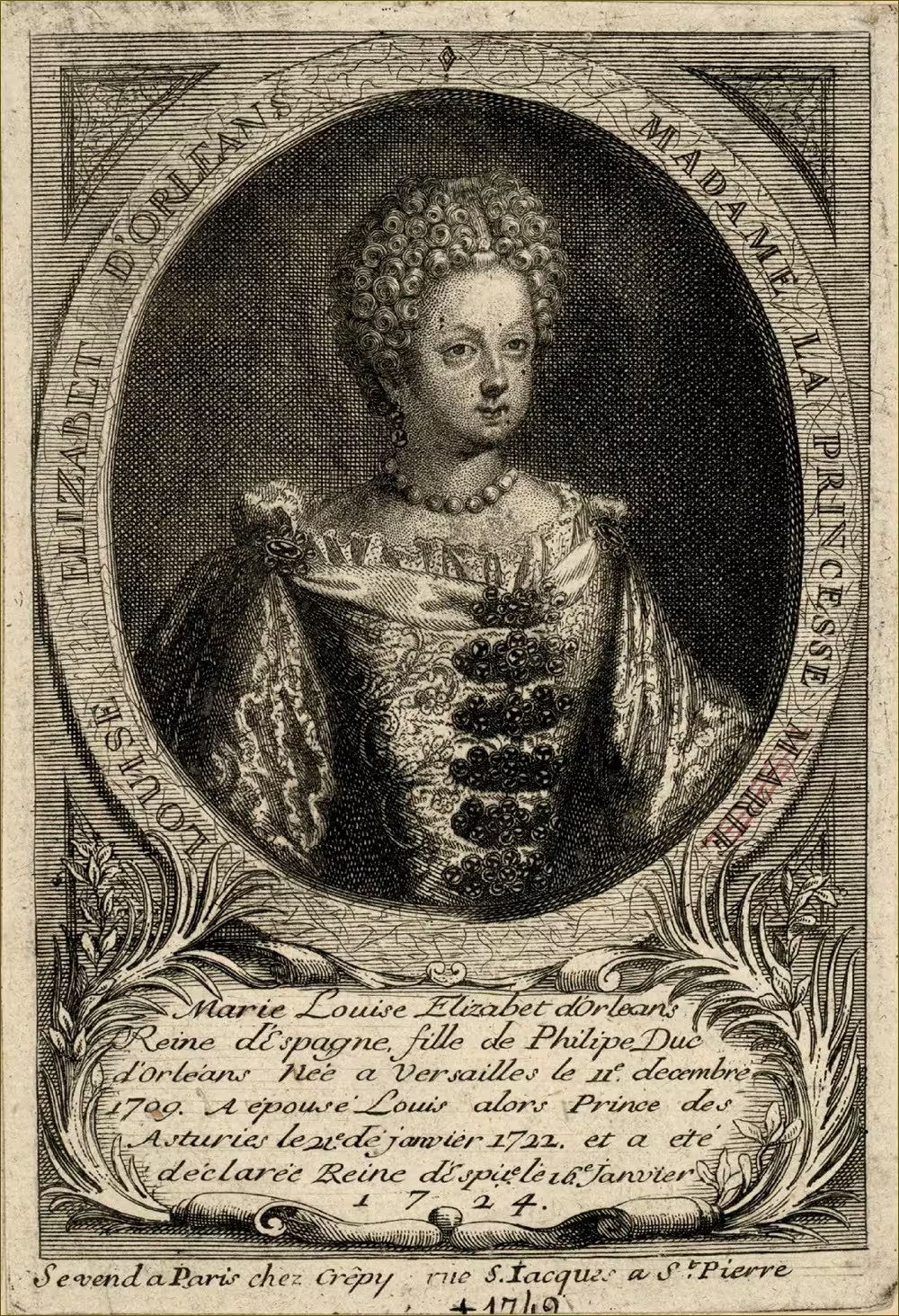
Ludwika Elżbieta Orleańska

 Od 1715 jej ojciec pełnił funkcje regenta podczas małoletności Ludwika XV i był de facto władcą Francji. W 1718 wybuchła wojna między Francją a Hiszpanią, a w 1720 król Hiszpanii - Filip V postanowił zawrzeć pokój. Zaproponował podwójne małżeństwo: jego 3-letnia córka Marianna Wiktoria miała poślubić Ludwika XV, a jego syn i tym samym następca tronu - infant Ludwik miał poślubić córkę regenta. Ale w tamtym czasie, wszystkie z córek Filip II Orleańskiego był już zamężne, oprócz Mademoiselle de Montpensier.
W 1721 Ludwika Elżbieta, w wieku zaledwie 12 lat, pojechała do Madrytu. Została tam przyjęta niezwykle chłodno, szczególnie przez królową Elżbietę Farnese. 20 stycznia 1722, poślubiła infanta Ludwika. To zdarzenie niczego nie zmieniło. Dziewczyna była szpiegowana i oskarżana o wszystko, o co dało się ją oskarżyć. Jej słabe wykształcenie nie pomagało, dlatego zaczęła zamykać się w sobie i naprawdę źle zachowywać jak np. chodzić nago, bekać i "puszczać wiatry" - publicznie.
15 stycznia 1724, Filip V abdykował na rzecz swojego syna, który został królem Ludwikiem I. Ludwika Elżbieta została królową Hiszpanii, ale po zaledwie 7 miesiącach, król Ludwik I zmarł bezdzietnie na ospę. Jego ojciec ponownie został królem. Po tym zdarzeniu, Ludwika Elżbieta popadła w kompletną izolację, która przeciągała się, ponieważ Francja nie upominała się o jej "zwrot". Wreszcie dziewczyna w sekrecie wróciła sama do Paryża, i tam zmarła w 1742, mając 32 lata, zapomniana przez wszystkich.